# آمار مهندسی
آمار مهندسی یکی از شاخه‌های نوین دانش آمار ریاضی می‌باشد که مباحث آن بیشتر برای امور کاربردی و عملی پیش بینی شده‌است.
آمار مهندسی شامل مباحث متغیرهای تصادفی، احتمالات و پیشامدهای تصادفی و آزمون فرض می‌باشد.